# Semeiochernes militaris
Semeiochernes militaris är en spindeldjursart som beskrevs av Beier 1932. Semeiochernes militaris ingår i släktet Semeiochernes och familjen blindklokrypare. Inga underarter finns listade i Catalogue of Life.